# Province de Brabant
Pour les articles homonymes, voir Brabant.
Ne doit pas être confondu avec Province du Brabant flamand, Province du Brabant-Méridional,  Province du Brabant-Septentrional ou Province du Brabant wallon.
1830 – 1995
Entités précédentes :
- Province du Brabant-Méridional
( Royaume uni des Pays-Bas)

Entités suivantes :
- Province du Brabant flamand
- Province du Brabant wallon
- Région de Bruxelles-Capitale
( Belgique)

La province de Brabant ou Brabant était l'une des neuf provinces de Belgique jusqu'à sa scission, le 1er janvier 1995. Son chef-lieu était Bruxelles.
Lors de la quatrième réforme de l’État belge, la province fut divisée en trois nouvelles entités le long de la frontière linguistique (fixée le 8 novembre 1962) : au nord la province du Brabant flamand, majoritairement néerlandophone, au sud la province du Brabant wallon, majoritairement francophone, et la  Région de Bruxelles-Capitale, qui devient extraprovinciale. Depuis lors, la Belgique comporte dix provinces et non plus neuf.

## Caractéristiques

### Géographie
La province de Brabant était située sur le plateau brabançon (nl) au centre de la Belgique, autour de Bruxelles.
Elle était limitrophe des provinces suivantes :
|                   | Province d'Anvers |                   |
| Flandre-Orientale | Brabant           | Limbourg          |
| Hainaut           | Province de Namur | Province de Liège |

Les deux seules provinces desquelles elle n'était pas limitrophe étaient la province de Flandre-Occidentale et la province de Luxembourg. Elle était également la seule province du royaume à n'être en contact avec aucune frontière de la Belgique et à être totalement entourée d'autres provinces.
Elle s'étendait sur 3 357,38 km2 et était, de ce fait, la 5e des neuf provinces de Belgique en termes de superficie, devant la province de Flandre-Occidentale et derrière la province de Namur.

### Démographie
La province de Brabant était la province la plus peuplée de la Belgique avec 2 283 000 habitants en 1994, loin devant la province d'Anvers qui, à la même époque, comptait 1 656 000 habitants (et qui est aujourd'hui devenue la province plus peuplée du pays).
Le graphique suivant représente l'évolution de la population de la province du Brabant au fil des années, en milliers d'habitants :

### Divisions administratives
Avant sa scission le 1er janvier 1995, la province de Brabant était divisée en :
- Quatre arrondissements administratifs depuis 1971 la fusion de la arrondissement de Bruxelles-Périphérie avec l'arrondissement administratif d'Hal-Vilvorde (tous deux issus de la scission en trois de l'arrondissement administratif de Bruxelles en 1963): 
  - L'arrondissement administratif de Bruxelles-Capitale
  - L'arrondissement administratif d'Hal-Vilvorde
  - L'arrondissement administratif de Louvain
  - L'arrondissement administratif de Nivelles

- Trois arrondissements électoraux : 
  - L'arrondissement électoral de Bruxelles-Hal-Vilvorde
  - L'arrondissement électoral de Louvain
  - L'arrondissement électoral de Nivelles

- Trois arrondissements judiciaires : 
  - L'arrondissement judiciaire de Bruxelles
  - L'arrondissement judiciaire de Louvain
  - L'arrondissement judiciaire de Nivelles

- 111 communes et villes depuis la fusion de communes en Belgique en 1977.

Le 2 aout 1963, lors de la création de la frontière linguistique, l'arrondissement administratif de Bruxelles disparait au profit de l'arrondissement administratif de Hal-Vilvorde, de l'Arrondissement de Bruxelles-Périphérie et de l'Arrondissement administratif de Bruxelles-Capitale.
En 1971 les arrondissement d'Hal-Vilvorde et de Bruxelles-Périphérie fusionnent pour former l'actuel arrondissement administratif d'Hal-Vilvorde.
Le 12 janvier 1989, la Région de Bruxelles-Capitale est officiellement créée.

## Histoire

### Origines

Carte du royaume uni des Pays-Bas qui créa la province du Brabant-Méridional le 24 août 1815 en lieu et place de l'ancien département français de la Dyle et qui fut ensuite nommée « province de Brabant » après la révolution belge de 1830.

Pendant le Moyen Âge, le duché de Brabant était initialement un État féodal issu du démembrement de la Basse-Lotharingie en 1106 et intégré au Saint-Empire romain germanique. Il fut partagé de facto en 1581 par l'Acte de La Haye et en droit en 1648 par le Traité de Münster : le nord devint une des entités des Provinces-Unies et le sud resta dans le Saint-Empire jusqu'en 1794 et la seconde annexion française des États de Belgique.
En effet, après l'échec de la première tentative en 1792, la France révolutionnaire annexe officiellement les Pays-Bas autrichiens le 1er octobre 1795. L'ancien duché est alors séparé en deux départements de la Première République française : le département de la Dyle (du nom de la rivière éponyme), autour de Bruxelles et le département des Deux-Nèthes, autour d'Anvers (du nom des rivières Grande Nèthe et Petite Nèthe).
Toutefois, après la chute de Napoléon lors de la bataille de Waterloo le 18 juin 1815, le Premier Empire et démembré et un nouvel État est créé par le congrès de Vienne la même année : le royaume uni des Pays-Bas. Celui-ci se compose alors de dix-sept provinces : les neuf provinces de l'ancienne Principauté souveraine des Pays-Bas unis et huit autres, créées par la loi fondamentale du 24 août 1815 dont les deux anciens départements français. Ceux-ci sont transposés tels quels en :
- La province du Brabant-Méridional, l'ancien département de la Dyle, par opposition à la province de Brabant-Septentrional, partie nord de l'ancien duché.
- La province d'Anvers, l'ancien département des Deux-Nèthes, qui existe toujours comme telle aujourd'hui.

Un arrêté royal de 1819, appliqué à partir de 1823, impose le néerlandais comme langue officielle dans l'ensemble de cette province (comme dans les autres provinces flamandes), à l'exception de Nivelles. Cette réforme suscita de vives oppositions et le roi des Pays-Bas, Guillaume Ier, rétablit la liberté linguistique le 4 juin 1830.

### Création
- > 80% de francophone
- 50 à 80% de francophone
- 20 à 50% de francophone
- 5 à 20% de francophone

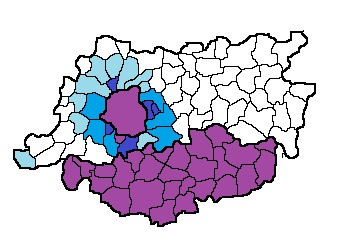
Part de francophones dans l'ancienne province du Brabant.
> 80% de francophone
50 à 80% de francophone
20 à 50% de francophone
5 à 20% de francophone
Sources,,.

À la suite de la révolution la Belgique proclame son indépendance vis-à-vis du royaume uni des Pays-Bas le 4 octobre 1830 et divise son territoire en neuf provinces. La province de Brabant est alors créée en reprenant le tracé de l'ancienne province du Brabant-Méridional (qui était autrefois le département français de la Dyle). Elle a pour chef-lieu la ville de Bruxelles.

### Les réformes constitutionnelles duXXesiècle
Le 8 novembre 1962 a lieu la création de la frontière linguistique, qui sépare la région de langue néerlandaise et la région de langue française, à la suite de tensions communautaires de plus en plus importantes dans le pays. Le Brabant était alors la seule province traversée par celle-ci, après le transfert de Mouscron et de Comines-Warneton de la Flandre-Occidentale à la province de Hainaut et des Fourons de la   province de Liège à la province de Limbourg. À cette époque, le canton de Landen passa également  de la province de Liège à la province de Brabant.
Le 2 août 1963 dix-neuf communes autour de Bruxelles reçoivent le statut de « bilingue » français / néerlandais.
Le 24 décembre 1970, la première réforme de l’État belge divise le Royaume en différentes entités fédérées : 
- trois Communautés (Article 2 de la Constitution belge)
- trois Régions administratives (Article 3 de la Constitution belge)
- quatre régions linguistiques (Article 4 de la Constitution belge).

La province de Brabant se trouva alors au milieu de plusieurs de ces nouvelles entités mais elle subsista encore le temps que celles-ci se mettent chacune en place, ce qui prit plusieurs dizaines d'années. Il fallut, par exemple, dix-neuf ans pour que la région de Bruxelles-Capitale ne soit officiellement opérationnelle, le 12 janvier 1989.

### Scission

La province du Brabant était devenue difficilement gérable puisqu'elle s'étendait à cheval sur bon nombre d'entités fédérées différentes et que son chef-lieu, Bruxelles, n'était plus sur son territoire depuis la création de la Région de Bruxelles-Capitale le 12 janvier 1989.

Entre 1993 et 1994, le premier gouvernement de Jean-Luc Dehaene lança la quatrième réforme de l’État belge qui fit, entre autres, dépendre les provinces des régions administratives et non plus du pouvoir fédéral. Par conséquent, la province de Brabant était devenue difficilement gérable du fait qu'elle s'étendait alors sur : 
- trois Régions administratives : 
  - la Région de Bruxelles-Capitale
  - la Région flamande
  - la Région wallonne

- trois régions linguistiques : 
  - la région de langue française
  - la région de langue néerlandaise
  - la région bilingue de Bruxelles-Capitale, qui englobait son chef-lieu, Bruxelles.

- deux communautés :
  - la communauté française
  - la communauté flamande.

L'alinéa 1er de l'article 5 de la Constitution belge fut donc modifié en conséquence lors de la révision du 17 février 1993 et scinda la province de Brabant en deux nouvelles provinces de part et d'autre de la frontière linguistique : 
- Au nord, la province du Brabant flamand, correspondant aux territoires des arrondissements administratifs de Louvain et de Hal-Vilvorde et avec pour chef-lieu la ville Louvain.
- Au sud, la province du Brabant wallon, correspondant au territoire de l'arrondissement administratif de Nivelles avec pour chef-lieu Wavre.
- De plus, Les dix-neuf communes composant l'agglomération bruxelloise furent depuis  « extraprovincialisées »[6], Bruxelles-Capitale ne relève en effet plus d'aucune province mais a gardé toutefois quelques éléments du niveau provincial comme un gouverneur et un vice-gouverneur.

La loi entra officiellement en vigueur le 1er janvier 1995 créant les deux nouvelles subdivisions et faisant passer le nombre de provinces de neuf à dix.

## Entités issues de la scission de la Province de Brabant

La scission de la province du Brabant le 1 janvier 1995 créa les dix actuelles provinces de Belgique.

### Province du Brabant flamand
Le Brabant flamand est officiellement néerlandophone et comporte 65 communes, 35 dans l'arrondissement administratif de Hal-Vilvorde et 30 dans l'arrondissement administratif de Louvain. Elle fait partie de la Région flamande et son chef-lieu est la ville de Louvain, Leuven en néerlandais. Elle s'étend sur 2 106 km2, soit environ 63% de l'ancien territoire de la province du Brabant, qui en faisait 3 357,38 km2.
En 2012, selon le journal La Libre Belgique, 15,7% de la population était francophone (le plus fort taux en Région flamande), soit 172 000 francophones. La province est officiellement unilingue mais propose des facilités linguistiques pour les francophones dans six communes à facilités de la périphérie bruxelloise : Kraainem, Drogenbos, Linkebeek, Rhode-Saint-Genèse, Wemmel et Wezembeek-Oppem, ainsi que dans la commune de Biévène limitrophe de la Région wallonne.

### Province du Brabant wallon
Le Brabant wallon regroupe les 27 communes francophones unilingues de l'arrondissement de Nivelles (n'ayant donc aucune facilités linguistiques pour les néerlandophones) et faisant partie de la Région wallonne. Son chef-lieu, est Wavre. Elle s'étend sur 1 090 km2, soit environ 32% de l'ancien territoire de la province du Brabant, qui en faisait 3 357,38 km2.

### Extraprovincialité de la Région de Bruxelles-Capitale
La région de Bruxelles-Capitale crée en 1989, devient extraprovinciale en 1995. Elle comporte 19 communes, toutes officiellement bilingues, mais majoritairement francophones, de par la situation linguistique actuelle.

## Gouverneurs
La liste ci-dessous recense les différents gouverneurs de la province belge de Brabant, de sa création en 1830 jusqu'à sa scission en 1995.
| Nr.   | Nom                                           | Durée du mandat | Durée du mandat | Parti politique | Parti politique    |
| ----- | --------------------------------------------- | --------------- | --------------- | --------------- | ------------------ |
| [ 9 ] | Pierre-François Van Meenen                    | 1830            | 1830            |                 | Libéral            |
| 1     | Feuillien de Coppin de Falaën (1800-1887)     | 1830            | 1834            |                 | Indépendant        |
| 2     | Goswin de Stassart (1780-1854)                | 1834            | 1838            |                 | Libéral            |
| 3     | Guillaume de Viron (1791-1857)                | 1839            | 1845            |                 | Démocrate-chrétien |
| 4     | Charles Liedts (1802-1878)                    | 1845            | 1852            |                 | Libéral            |
| [ 9 ] | Pierre Annemans (1792-1865)                   | 1852            | 1855            |                 | (Inconnu)          |
| 4     | Charles Liedts (1802-1878)                    | 1855            | 1861            |                 | Libéral            |
| [ 9 ] | Pierre Annemans (1792-1865)                   | 1861            | 1862            |                 | (Inconnu)          |
| 5     | François Dubois-Thorn (1805-1886)             | 1862            | 1883            |                 | Indépendant        |
| 6     | Theodore Heyvaert (1834-1907)                 | 1883            | 1884            |                 | Parti libéral      |
| 7     | Auguste Vergote (1818-1906)                   | 1885            | 1906            |                 | Parti libéral      |
| 8     | Emile de Béco (1843-1928)                     | 1906            | 1928            |                 | Parti catholique   |
|       | August Friedrich Wilhelm Ludwig von Schroeder | 1914            | 1915            |                 | Empire allemand    |
|       | Friedrich Hermann Anton von Hurt              | 1915            | 1918            |                 | Empire allemand    |
|       | Karl Gerstein                                 | 1914            | 1916            |                 | Empire allemand    |
|       | Eugen Kranzbühler                             | 1917            | 1918            |                 | Empire allemand    |
|       | Oskar Freiherr von der Lancken-Wakenitz       | 1918            | 1918            |                 | Empire allemand    |
| 9     | François-André Nens                           | 1928            | 1935            |                 | Parti catholique   |
| 10    | Albert Houtart (1887-1951)                    | 1935            | 1942            |                 | Union catholique   |
| [ 9 ] | Mathieu Croonenberghs (1904-1976)             | 1942            | 1943            |                 | VNV                |
| [ 9 ] | Frans Wildiers (1905-1986)                    | 1943            | 1943            |                 | VNV                |
| [ 9 ] | Adrien Gillès de Pélichy                      | 1943            | 1944            |                 | REX                |
| [ 9 ] | Jean Herinckx (1888-1961)                     | 1944            | 1945            |                 | Union catholique   |
| [ 9 ] | Jules Hansez                                  | 1945            | 1945            |                 | Parti libéral      |
| 11    | Fernand Demets (1884-1952)                    | 1945            | 1951            |                 | Parti libéral      |
| 12    | Jean de Néeff (1909-1999)                     | 1951            | 1976            |                 | PSC                |
| 13    | Ivan Roggen (1921-1997)                       | 1976            | 1989            |                 | PRL                |
| 14    | André Degroeve (1931-2014)                    | 1989            | 1994            |                 | PS                 |

## Hommages

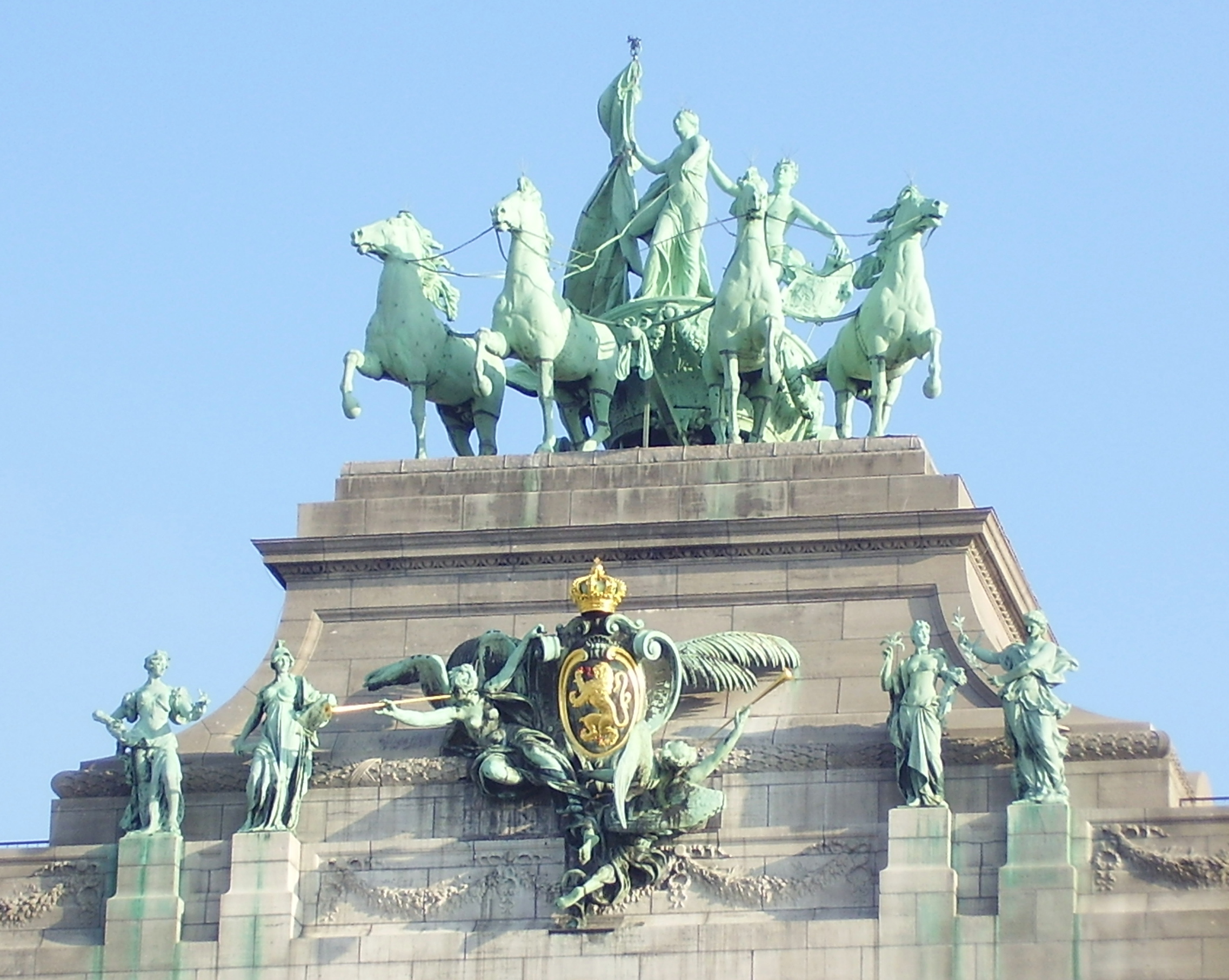
Le quadrige de bronze qui surmonte les Arcades du Cinquantenaire à Bruxelles, représente « le Brabant élevant le drapeau national ».

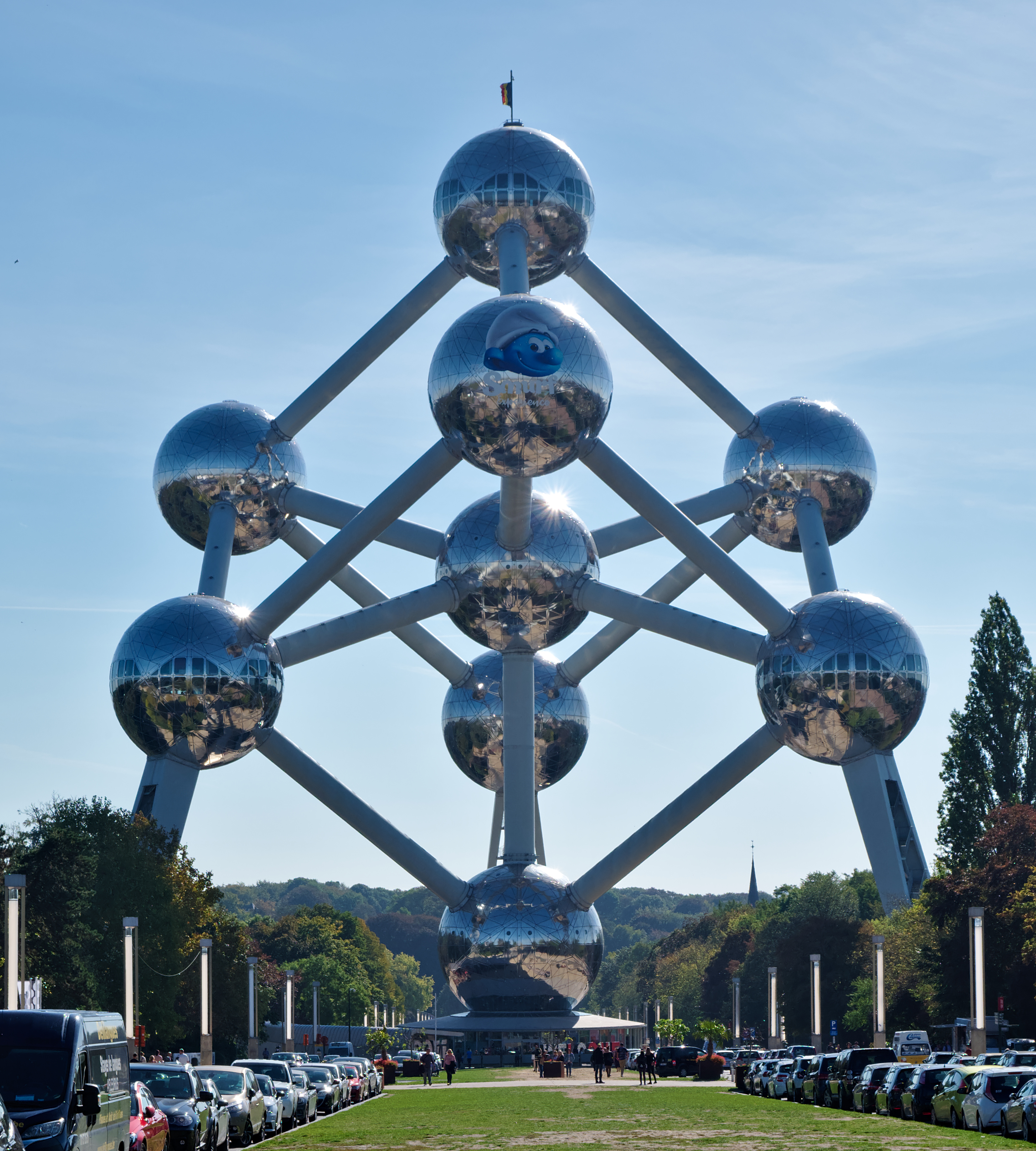
Une croyance populaire veut que les neuf boules de l'Atomium de Bruxelles représentaient également les neuf provinces de Belgique lors de sa construction pour l'exposition universelle de 1958. Ce fut cependant une pure coïncidence et, depuis la scission de la province du Brabant le 1 janvier 1995, la Belgique compte dix provinces et non plus neuf.

- Le quadrige de bronze qui surmonte les Arcades du Cinquantenaire à Bruxelles, représente « le Brabant élevant le drapeau national ». Les huit autres provinces de l'époque sont représentées assises aux pieds des piliers. Comme les sculptures qui l'entourent, il est l'œuvre de Thomas Vinçotte et Jules Lagae.
- En 1897-1899, durant l'exploration Belgica, une des iles observée durant le voyage fut nommé l'île Brabant en l'honneur de cette province.
- Une croyance populaire veut que les neuf boules de l'Atomium de Bruxelles représentent également les neuf provinces de Belgique, qui étaient les plus grandes divisions administratives du Royaume lors de sa construction pour l'exposition universelle de 1958, lorsque les entités fédérées (Communautés, Régions administratives et régions linguistiques) n'existaient pas encore. Il s'agit cependant d'une pure coïncidence[10] car la structure avait initialement une dimension strictement scientifique, représentant la maille conventionnelle du cristal de fer agrandie 165 milliards de fois. D'ailleurs, depuis la scission de la province du Brabant, la Belgique compte dix provinces et non plus neuf.
- Le titre de duc ou duchesse de Brabant fut instauré par l'arrêté royal du 16 décembre 1840 et octroyé au le fils ou à la fille aînée du roi des Belges, prince héritier ou princesse héritière du trône de Belgique. Il tient son  nom du duché de Brabant et non pas de la province, bien que celle-ci y trouve également ses origines.